# Манштейновская дорога
Манштейновская дорога, танковая дорога - рокадная дорога оперативного значения через Чернореченский каньон, построенная зимой 1941-1942 во время осады Севастополя сапёрами 11-й армии под командование Э. фон Манштейна с привлечением труда советских военнопленных. В настоящее время не используется, является объектом туризма.

## История

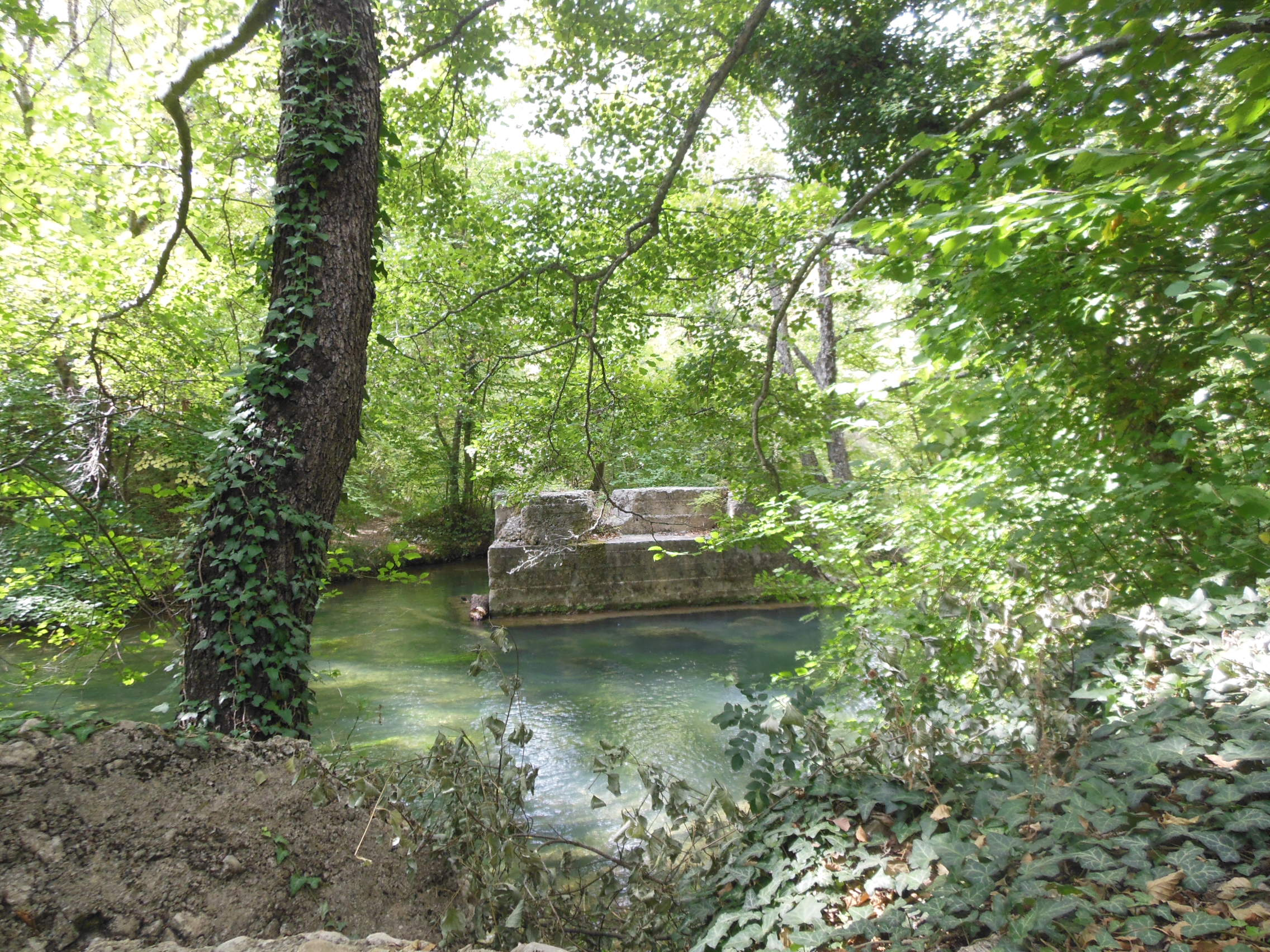
Остатки опор танкового моста через реку Чёрная

Когда после отражения второго штурма Севастополя фронт осадного кольца стабилизировался, то оказалось, что северная и юго-восточная группировки осаждающих немецко-румынских войск не имеют сухопутной автомобильной связи. Ближайшая дорога через Кабаний перевал (Бечку) составляла 40 км, а тяжёлую технику можно было доставить только по шоссе Ялта-Севастополь. Поэтому сапёры 11-й армии начали строить горный участок дороги через Чернореченский каньон с привлечением труда советских военнопленных. Через реку Чёрная был построен капитальный мост для перехода тяжёлой техники.
В мемуарах Э. фон Манштейн писал: "Переброска пехотных дивизий с северного участка фронта на южный должна была занять много дней, что давало противнику возможность отдохнуть и прийти в себя. Ведь имелась только одна узкая дорога, связывавшая в прифронтовой полосе оба участка и построенная нами зимой в горах ценой неимоверных усилий. Однако по этой дороге нельзя было перебрасывать артиллерию большой мощности".

## Описание
Одна часть Манштейновской дороги идёт траверсом от бывшего села Кучки до Черноречья, другая - от Кучки через танковый мост к Морозовке на дорогу между Алсу-2 и Алсу-1. Дорога находится в рабочем состоянии для квадроциклов и велотуристов, для автомобилей она закрыта шлагбаумами с обеих сторон. Танковый мост в настоящее время разрушен, сохранились капитальные бетонные опоры. Попасть на дорогу можно из окрестностей села Родного или из Морозовки.
Большая часть дороги находится на территории государственного заказника Чернореченский каньон.